# Лафай (скульптор)
Лафай (дав.-гр. Λαθάης) — давньогрецький скульптор доби архаїки.
Походив з Фліунта.
Відомий насамперед дерев'яною статуєю Геракла, що була встановлена в Сікіоні.
Лафаю також приписували колосальну дерев'яну статую Аполлона, яка зберігалася в ахейській Егірі.